# Lijst van burgemeesters van Wenduine
Lijst van de burgemeesters van de Belgische gemeente Wenduine in West-Vlaanderen, vanaf de oprichting tot aan de fusie met De Haan.
- 1800-1810: Jan Pauwels
- 1810-1811: J. Prey
- 1811-1818: Cornelius Pleysier
- 1819-1829: Petrus Duthoy
- 1829-1830: Henricus De Keyzer
- 1830-1861: Jozef Vanden Berghe (Wenduine, 17 april 1794 - 26 Sep 1868)
- 1861-1876: Pieter Vanden Berghe
- 1876-1904: Augustin Vanden Berghe
- 1904-1911: Frans Derleyn (1850-1939)
- 1912-1919: Florent Machiels
- 1919-1933: Arthur Vanden Auweele
- 1933-1945: Maurice Aelter
- 1945-1970: Karel Serreyn
- 1971-1976: Albert Tilmans (1914-2001)